# Janice Griffith
Janice Griffith (Nueva York; 3 de julio de 1995) es una actriz pornográfica y modelo erótica estadounidense.

## Biografía
Janice Griffith nació en julio de 1995 en Nueva York, en una familia de ascendencia india por parte de padre y de Guayana por parte de madre. Entró en la industria pornográfica en octubre de 2013, nada más cumplir los 18 años, tras ponerse en contacto por Twitter con el actor pornográfico James Deen, quien la introdujo en el cine X y le consiguió su primera prueba en una escena de doble penetración junto a él y Toni Ribas.
Ha trabajado para productoras como Evil Angel, Zero Tolerance, Tushy, Vixen, Jules Jordan Video, Mile High, Brazzers, Kick Ass, Girlfriends Films, Deeper, Pulse Distribution, Digital Sin, Kink.com, Digital Playground, Naughty America, Tushy o Wicked.
En diciembre de 2014, el actor y jugador de póquer Dan Bilzerian fue demandado por Janice Griffith, con quien se había lanzado desde la terraza de una casa meses atrás, con la intención de caer en una piscina, como parte de una sesión fotográfica para la revista Hustler. Janice, sin embargo, aterrizó mal, se golpeó con el borde de la piscina y se fracturó un pie. Griffith, por aquel entonces con 18 años, pidió a Bilzerian una indemnización de 85 000 dólares por la lesión que sufrió, petición que él rechazó, si bien las pruebas fotográficas confirmaron que fue él quien la empujó. Griffith presentó sendas demandas tanto a la revista Hustler como a Bilzerian. Los abogados del jugador alegaron que Griffith estaba en aquel momento participando bajo un contrato de la revista, al igual que él, por lo que Bilzerian no podía ser considerado responsable del incidente. En enero de 2015, los abogados de Hustler declararon que el incidente había sido "fortuito" y que no se le podían atribuir cargos a la revista por el accidente de Janice.
En 2015 destacó por recibir sendas nominaciones en los Premios AVN y los XBIZ en la categoría de Mejor actriz revelación. En los AVN destacó por otras categorías, como la de Mejor escena de trío M-H-M, nominada en tres ocasiones (2015, 2016 y 2018) por Squirt in My Face, Sex Kittens y Flesh Hunter 14, respectivamente.
En 2019 se llevó el Premio XBIZ a la Mejor escena de sexo en película lésbica por After Dark junto a Ivy Wolfe.
Ha aparecido en más de 450 películas como actriz.
Algunos trabajos suyos son Anal Models 2, Bangin' Blondies, College Teen Sluts, Daddy Issues 3, Exotic And Curvy 4, Good Fuck To You 2, Horny Hotties, I Know That Girl 26, Let's Play, Model Behavior 2, Natural Beauties 4, Penis Pixies, Pretty and Petite, Real Teens Caught On Tape, Squirt In My Face o Teens Love Huge Cocks 20.

## Premios y nominaciones
| Año  | Ceremonia    | Resultado | Premio                                                 | Trabajo               |
| ---- | ------------ | --------- | ------------------------------------------------------ | --------------------- |
| 2015 | Premios AVN  | Nominada  | Mejor actriz revelación                                | —                     |
| 2015 | Premios AVN  | Nominada  | Mejor escena de trío M-H-M                             | Squirt in My Face     |
| 2015 | Premios XBIZ | Nominada  | Mejor actriz revelación                                | —                     |
| 2016 | Premios AVN  | Nominada  | Mejor escena de trío M-H-M                             | Sex Kittens           |
| 2016 | Premios XBIZ | Nominada  | Mejor escena de sexo en película protagonista          | Love, Sex and TV News |
| 2017 | Premios AVN  | Nominada  | Mejor escena de sexo chico/chica                       | Ass Effect            |
| 2018 | Premios AVN  | Nominada  | Mejor actriz                                           | Ingenue               |
| 2018 | Premios AVN  | Nominada  | Mejor escena de trío M-H-M                             | Flesh Hunter 14       |
| 2018 | Premios XBIZ | Nominada  | Mejor escena de sexo en película de parejas o temática | Ingenue               |
| 2019 | Premios XBIZ | Ganadora  | Mejor escena de sexo en película lésbica               | After Dark            |
| 2020 | Premios XBIZ | Nominada  | Mejor actriz en película tabú                          | Cuckold's Plight      |
| 2020 | Premios XBIZ | Nominada  | Mejor escena de sexo en película lésbica               | Perfect Touch         |